# Nothofagus balansae
Nothofagus balansae là một loài thực vật có hoa trong họ Nothofagaceae. Loài này được (Baill.) Steenis mô tả khoa học đầu tiên năm 1954.